# 岡崎に捧ぐ
『岡崎に捧ぐ』（おかざきにささぐ）は山本さほによる日本の漫画作品。作者の幼少時代からの親友「岡崎さん」との友情や子供時代の思い出を描いた自伝的作品である。
もともとは作者がアマチュア時代、岡崎さんが結婚することを2014年2月に聞き、結婚式のサプライズ用に思い出をまとめようと描き始めた作品である。しかし結婚式までに全てを書き上げることはできず、作品の存在も結婚式前に岡崎さんに知られてしまった。その後、『ビッグコミックスペリオール』（小学館）にて、note掲載版をリニューアルして2015年第3号より連載を開始。2015年22号を最後に休載し、2016年13号から再開して2018年18号まで連載。

## 主な登場人物
山本さほ
作者。岩手県生まれで、小学4年生のときに横浜市に引っ越してきた。TVゲームが好きで、いくらゲームしていても怒られない岡崎さんの家に居心地の良さを感じ友達になる。絵が得意で、自作の漫画はクラスメイトに人気。中学では岡崎さんと一緒に剣道部に所属した。漫画家になりたいと思っていたが行動しなかった。
岡崎さん
ビン底メガネの暗い女子で、初めは山本さんに「怖い」と思われていたが、後に親友になる。放任主義の家でネグレクト気味に育った。山本さんを親友として溺愛しており、「自分は山本さんの人生の脇役として産まれてきた」「生まれ変わっても山本さんと友達でいたい」と言って山本さんを気持ち悪がらせている。中学に入ってメガネは外した。
杉ちゃん
山本さんの幼なじみの男子。なよなよして女子っぽいが、面白くクラスの人気者。将来の夢はお笑い芸人。後にその夢を叶え、「しげる」の芸名で『あらびき団』などに出演した。現在は「ディスク百合おん」名義で活動している。小中学校と、山本さん岡崎さんと同じ学校に通う。『岡崎に捧ぐ』を山本さんに描かせる。

## 賞歴
- 2015年11月 テレビブロス 第8回ブロスコミックアワード2015大賞受賞
- 2015年12月10日 宝島社 このマンガがすごい!2016 オトコ版 第8位
- 2015年12月18日 フリースタイル 31 特集:THE BEST MANGA 2016 このマンガを読め!  第6位
- 2015年12月19日 エンターブレイン 全国3000店の書店員と選んだ 2015 コレ読んで漫画RANKING BEST50 第4位
- 2016年3月22日 この装丁がすごい！〜漫画装丁大賞〜2015 第17位
- 2016年3月29日 第9回 マンガ大賞2016 第10位

## 書誌情報
- 山本さほ『岡崎に捧ぐ』小学館〈BIG SUPERIOR COMICS SPECIAL〉、全5巻
  1. 2015年5月20日発売、ISBN 978-4-09-179207-5
  2. 2015年12月25日発売、ISBN 978-4-09-179209-9
  3. 2017年2月24日発売、ISBN 978-4-09-179224-2
  4. 2018年3月28日発売、ISBN 978-4-09-179247-1
  5. 2018年10月30日発売、ISBN 978-4-09-179262-4